# 藤田六郎兵衛
藤田 六郎兵衛（ふじた ろくろびょうえ）は能楽囃子方、笛方藤田流で用いられる名。

## 八世
1812年（文化9年） - 1897年（明治30年）
七世藤田重村の養子。尾張藩お抱えの能役者で、明治維新後も名古屋を拠点に活動。

## 十世
1908年（明治41年） - 1980年（昭和55年）
小鼓方幸清流田鍋惣太郎の次男。八世藤田六郎兵衛の五男である九世藤田清兵衛の養子。

## 十一世
1953年（昭和28年） - 2018年（平成30年）
名古屋市生まれ。祖父の十世藤田六郎兵衛のもと、1960年（昭和35年）に一管「中之舞」で初舞台。同朋高等学校声楽科、名古屋音楽短大 (現名古屋音楽大学) 音楽科声楽専攻を卒業後、1980年（昭和55年）藤田流十一世家元を継承、1982年（昭和57年）藤田六郎兵衛を襲名。名古屋を拠点に国内外で広く活動し、新作能・復曲能にも多く参加した。重要無形文化財総合指定保持者。文化庁芸術祭大賞、観世寿夫記念法政大学能楽賞、名古屋芸術祭賞他。名古屋音楽大学客員教授。
2018年（平成30年）8月28日、肝臓がんのため死去。64歳没。